# Шёпот (телесериал)
«Шёпот» (англ. The Whispers) — американский телевизионный сериал, с Лили Рэйб в главной роли, основанный на рассказе Рэя Брэдбери «Урочный час» о вторжении инопланетян на землю с помощью манипулирования детьми. В центре сюжета находится агент ФБР Клэр Бенниган, которая расследует дело шестилетней девочки, которая чуть не убила свою мать, в ходе чего история приобретает неожиданный поворот. Сериал вышел на ABC как часть телесезона 2014—2015 годов (премьера состоялась 1 июня 2015 года). В октябре 2015 года канал сообщил о закрытии сериала после первого сезона.

## Производство
ABC купил сценарий пилотного эпизода у Стивена Спилберга и его производственной компании Amblin Television, написанного Су Хью, 5 ноября 2013 года. 23 января 2014 года канал дал зелёный свет на съемки пилотного эпизода, а Марк Романек занял место его режиссёра.
Кастинг на основные роли начался в феврале 2014 года. Дерек Уэбстер стал первым актёром, утвержденным на роль в пилоте, 18 февраля. Два дня спустя Майло Вентимилья и Барри Слоан получили две основные мужские роли. 24 февраля было объявлено, что Лили Рэйб будет играть ведущую роль в пилоте. Последним дополнением к основному составу стала ветеран мыльных опер Брианна Браун, которая получила роль матери шестилетней девочки, пытавшейся её убить.
8 мая 2014 года, ABC заказал съемки первого сезона сериала для трансляции в телесезоне 2014-15 годов. Пилотный эпизод снимался в Лос-Анджелесе, однако после заказа сериала, ABC Studios пришлось перенести производство остальных эпизодов в Ванкувер, чему, по сообщениям, были недовольны некоторые актёры. 11 июня было объявлено, что Брианна Браун покинула шоу, а её персонажа будет играть другая актриса. Кристен Коннолли месяц спустя получила эту роль.

## Актёры и персонажи

### Основной состав
- Лили Рэйб в роли Клэр Бенниган
- Барри Слоан в роли Уэса Лоуренса
- Майло Вентимилья в роли Джона Доу / Шона Беннигана
- Дерек Уэбстер в роли Джессупа Роллинза
- Кристен Коннолли в роли Лины Лоуренс
- Каталина Денис в роли доктора Марии Мартинес
- Кайли Роджерс в роли Минкс Лоуренс
- Кайл Харрисон в роли Генри Беннигана

### Второстепенный состав
- Ди Уоллес[16]
- Джессика Так в роли Первой леди Хейли Уинтерс
- Гэри Хершбергер в роли Президента Чипа Уинтерса
- Эбби Райдер Фортсон в роли Харпер Вейл

## Эпизоды
| № | Название                                          | Режиссёр                   | Сценаристы                    | Дата показа в США | Зрители США (в миллионах) |
| --- | ------------------------------------------------- | -------------------------- | ----------------------------- | ----------------- | ------------------------- |
| 1 | «Видишь, крестик нарисован» «X Marks the Spot»    | Марк Романек и Брэд Тернер | Су Хью                        | 1 июня 2015       | 5.66                      |
| У некоторых детей появляется вымышленный друг Дрилл. Их родители не подозревают, что он далеко не вымышленный, как им кажется. Когда игры, в которые играют дети с Дриллом, становятся опасными, за расследование берется агент ФБР Клэр Бэнниган. Она не знает, что её сын, Генри, тоже разговаривает с Дриллом. Тем временем жизнь детектива из Департамента по защите, Уэса Лоуренса летит под откос, после того, как его жена, Лена, узнает о его интрижке с Клэр. Их дочь, Минкс, тоже тайно общается с Дриллом. Уэс отправляется на другой конец света в пустыню Сахару, где он обнаружит странное геологическое явление, подобного которому никто никогда не видел. |                                                   |                            |                               |                   |                           |
| 2 | «Прятки» «Hide & Seek»                            | Чарльз Бисон               | Су Хью                        | 8 июня 2015       | 4.24                      |
| Клэр стремится узнать, кем на самом деле является Джон Доу, а Дрилл по-прежнему играет с Минкс, Харпер и Генри в опасные игры: Пока Джон Доу выполняет своё таинственное задание, Клэр скрывает его рисунок от других подразделений ФБР, пытаясь узнать его личность. Лена недовольна тем, что Уэс разговаривал с Клэр по поводу этого дела. |                                                   |                            |                               |                   |                           |
| 3 | «Столкновение» «Collision»                        | Чарльз Бисон               | Дин Виденманн                 | 15 июня 2015      | 3.90                      |
| Джон Доу держит в заложниках доктора Марию Мартинес, следуя вслепую за таинственной сущностью в неизвестном направлении. Клэр и Уэс следуют по пятам незнакомца и догадываются, что станет его следующей целью. |                                                   |                            |                               |                   |                           |
| 4 | «Катастрофа» «Meltdown»                           | Гильермо Наварро           | Зак Эстрин                    | 22 июня 2015      | 3.87                      |
| Минкс пытается убедить Генри сыграть с Дриллом еще один раз, а Клэр и Уэс разыскивают Джона Доу, чтобы предотвратить, как им кажется, его план по уничтожению миллионов людей. |                                                   |                            |                               |                   |                           |
| 5 | «Если копать глубже» «What Lies Beneath»          | Мэтт Эрл Бисли             | Холли Харольд                 | 29 июня 2015      | 3.36                      |
| Клэр общается с Шоном, который ничего не помнит о ней и их совместной жизни, и пытается помочь ему вспомнить что-нибудь из его прошлого. Уэса настигает прозрение, и он направляется обратно на Мали, чтобы еще раз взглянуть на фульгурит, а Лена не спускает глаз с Минкс, чтобы убедиться, что её разговоры с Дриллом прекращены. |                                                   |                            |                               |                   |                           |
| 6 | «Стрелец» «The Archer»                            | П.Дж. Пеше                 | Элисон Татлок                 | 6 июля 2015       | 3.36                      |
| В деле Дрилла происходит огромный прорыв, Клэр опрашивает детей, с которыми тот связывался, а Уэсу попадается шокирующее открытие, возможно связанное с миссией Дрилла. |                                                   |                            |                               |                   |                           |
| 7 | «Чего бы это ни стоило» «Whatever It Takes»       | Холли Дэйл                 | Майкл Ганн                    | 13 июля 2015      | 3.55                      |
| Уэс встречается с президентом Соединенных Штатов, чтобы обсудить то, что его команда узнала о таинственном объекте, который может иметь отношение к Дриллу. Тем временем, Шон сталкивается лицом к лицу с возможностью тюремного заключения за сотрудничество с Дриллом, а Лена пытается общаться с Дриллом с помощью своей дочери. |                                                   |                            |                               |                   |                           |
| 8 | «Опустошённый» «A Hollow Man»                     | Кеннет Финк                | Дэниэл С. Коннолли            | 20 июля 2015      | 3.28                      |
| Клэр и Шон выслеживают человека, у которого была смертельная встреча с Дриллом более 30 лет назад. |                                                   |                            |                               |                   |                           |
| 9 | «Сломленное дитя» «Broken Child»                  | Брэд Тернер                | Уба Мохамед                   | 3 августа 2015    | 2.77                      |
| Клэр, Шон, Уэс и Лена пытаются разузнать о прошлом человека, который был первым, кто повстречал Дрилла более 30 лет назад, чтобы найти способ убить Дрилла. Разумеется, если Дрилл не убьет этого человека первым. |                                                   |                            |                               |                   |                           |
| 10 | «Худшие опасения» «Darkest Fears»                 | Эд Орнелас                 | Холли Харольд и Дин Виденманн | 10 августа 2015   | 2.68                      |
| Готовится план по поимке Дрилла, который загонит его в ловушку и отнимет энергию, что убьет его в процессе. Но если план провалится, последует смертельное возмездие. |                                                   |                            |                               |                   |                           |
| 11 | «Тоска по дому» «Homesick»                        | Кеннет Финк                | Элисон Татлок и Майкл Ганн    | 17 августа 2015   | 2.51                      |
| Пока Дрилл теряет силу, все дети, которые ему помогали, резко заболели. Думая, что они на самом деле способны победить этого невидимого врага, Уэс убеждает президента позволить ему собрать всех детей в охраняемой зоне, в надежде, что это ослабит Дрилла и заставит его исчезнуть. Тем временем, один из членов команды оплакивает потерю любимого человека. |                                                   |                            |                               |                   |                           |
| 12 | «Странствующий в темноте» «Traveller in the Dark» | П.Дж. Пеше                 | Су Хью и Дэниэл С. Коннолли   | 24 августа 2015   | 2.68                      |
| Дрилл захватывает одного из детей, но никто не уверен, какого именно. Это приводит к путанице и страху. |                                                   |                            |                               |                   |                           |
| 13 | «Игра окончена» «Game Over»                       | Чарльз Бисон               | Зак Эстрин и Уба Мохамед      | 31 августа 2015   | 2.75                      |
| Таинственная игра Дрилла близится к завершению. В действие вступают дети, которые имели контакт с Дриллом еще в 1982 году, и все это время выжидали. Вскоре ФБР удается расшифровать какой именно сигнал отправил пришелец, и какой был ответ |                                                   |                            |                               |                   |                           |